# Gudrun (cràter)
Gudrun és un cràter d'impacte en el planeta Venus de 13,3 km de diàmetre. Porta el nom d'un antropònim noruec, i el seu nom va ser aprovat per la Unió Astronòmica Internacional el 1994.